# Dilane Bakwa
Dilane Bakwa (Créteil, Francia, 26 de agosto de 2002) es un futbolista francés que juega de delantero en el R. C. Estrasburgo de la Ligue 1.

## Trayectoria
El 28 de mayo de 2019 firmó su primer contrato profesional con el F. C. Girondins de Burdeos. Debutó como profesional en un empate 0-0 en la Ligue 1 contra el O. G. C. Niza el 27 de septiembre de 2020.

## Vida personal
Nacidó en Francia, es de origen congoleño.

## Estadísticas

### Clubes
Actualizado al último partido disputado el 2 de noviembre de 2024.
| Club                                  | Div.          | Temporada     | Liga  | Liga  | Copas nacionales | Copas nacionales | Copas internacionales | Copas internacionales | Total | Total |
| Club                                  | Div.          | Temporada     | Part. | Goles | Part.            | Goles            | Part.                 | Goles                 | Part. | Goles |
| ------------------------------------- | ------------- | ------------- | ----- | ----- | ---------------- | ---------------- | --------------------- | --------------------- | ----- | ----- |
| F. C. Girondins de Burdeos II Francia | 4.ª           | 2018-19       | 1     | 0     | —                | —                | —                     | —                     | 1     | 0     |
| F. C. Girondins de Burdeos II Francia | 5.ª           | 2019-20       | 6     | 1     | —                | —                | —                     | —                     | 6     | 1     |
| F. C. Girondins de Burdeos II Francia | 5.ª           | 2020-21       | 1     | 0     | —                | —                | —                     | —                     | 1     | 0     |
| F. C. Girondins de Burdeos II Francia | 5.ª           | 2021-22       | 10    | 1     | —                | —                | —                     | —                     | 10    | 1     |
| F. C. Girondins de Burdeos II Francia | Total club    | Total club    | 18    | 2     | 0                | 0                | 0                     | 0                     | 18    | 2     |
| F. C. Girondins de Burdeos Francia    | 1.ª           | 2020-21       | 7     | 0     | 1                | 0                | —                     | —                     | 8     | 0     |
| F. C. Girondins de Burdeos Francia    | 1.ª           | 2021-22       | 5     | 0     | 0                | 0                | —                     | —                     | 5     | 0     |
| F. C. Girondins de Burdeos Francia    | 2.ª           | 2022-23       | 35    | 5     | 3                | 0                | —                     | —                     | 38    | 5     |
| F. C. Girondins de Burdeos Francia    | Total club    | Total club    | 47    | 5     | 4                | 0                | 0                     | 0                     | 51    | 5     |
| R. C. Estrasburgo Francia             | 1.ª           | 2023-24       | 31    | 3     | 4                | 2                | —                     | —                     | 35    | 5     |
| R. C. Estrasburgo Francia             | 1.ª           | 2024-25       | 10    | 1     | 0                | 0                | —                     | —                     | 10    | 1     |
| R. C. Estrasburgo Francia             | Total club    | Total club    | 41    | 4     | 4                | 2                | 0                     | 0                     | 45    | 6     |
| Total carrera                         | Total carrera | Total carrera | 106   | 11    | 8                | 2                | 0                     | 0                     | 114   | 13    |